# Aristida abnormis
Aristida abnormis är en gräsart som beskrevs av Emilio Chiovenda. Aristida abnormis ingår i släktet Aristida och familjen gräs. Inga underarter finns listade i Catalogue of Life.